# Manja Pach
Manja Adeline Pach (Amsterdam, 26 december 1945) is de grondlegster van Herinneringscentrum Kamp Westerbork en mede-oprichtster van het Etty Hillesum Centrum (EHC).

## Levensloop
Pach is de dochter van Werner Stertzenbach en Stella Pach. Haar vader was een Duits-Joodse communist die in 1933 naar Nederland was gevlucht. In 1941 kwam hij in Kamp Westerbork terecht, waar hij in 1943 uit wist te ontsnappen. De ouders van Pach waren beiden lid van het verzet en hadden elkaar in 1928 leren kennen op een Internationaal Esperantocongres. Doordat haar ouders niet getrouwd waren en haar vader voor Pach's geboorte terug naar Duitsland verhuisde, kreeg ze de achternaam van haar moeder. Naar eigen zeggen werd Pach “verwekt in een onderduikwoning in Amsterdam, tussen de illegale krantjes”.
Pach bezocht het Vossius gymnasium in Amsterdam en ging daarna rechten studeren aan de Universiteit van Amsterdam. Tijdens haar studentenjaren was ze politiek actief. Ze was onder meer lid van de studentenvakbeweging, voorzitter van de Pacifistisch Socialistische Jongeren Werkgroepen in de PSP en was ze een jaar voorzitter van de faculteitsvereniging. Na het behalen van haar doctoraal in 1969 studeerde ze een jaar in Duitsland. In 1970 verhuisde Pach naar Groningen. Pach was tot haar pensioen op diverse plekken in Nederland werkzaam als bestuursrechter.

## Herinneringscentrum Kamp Westerbork

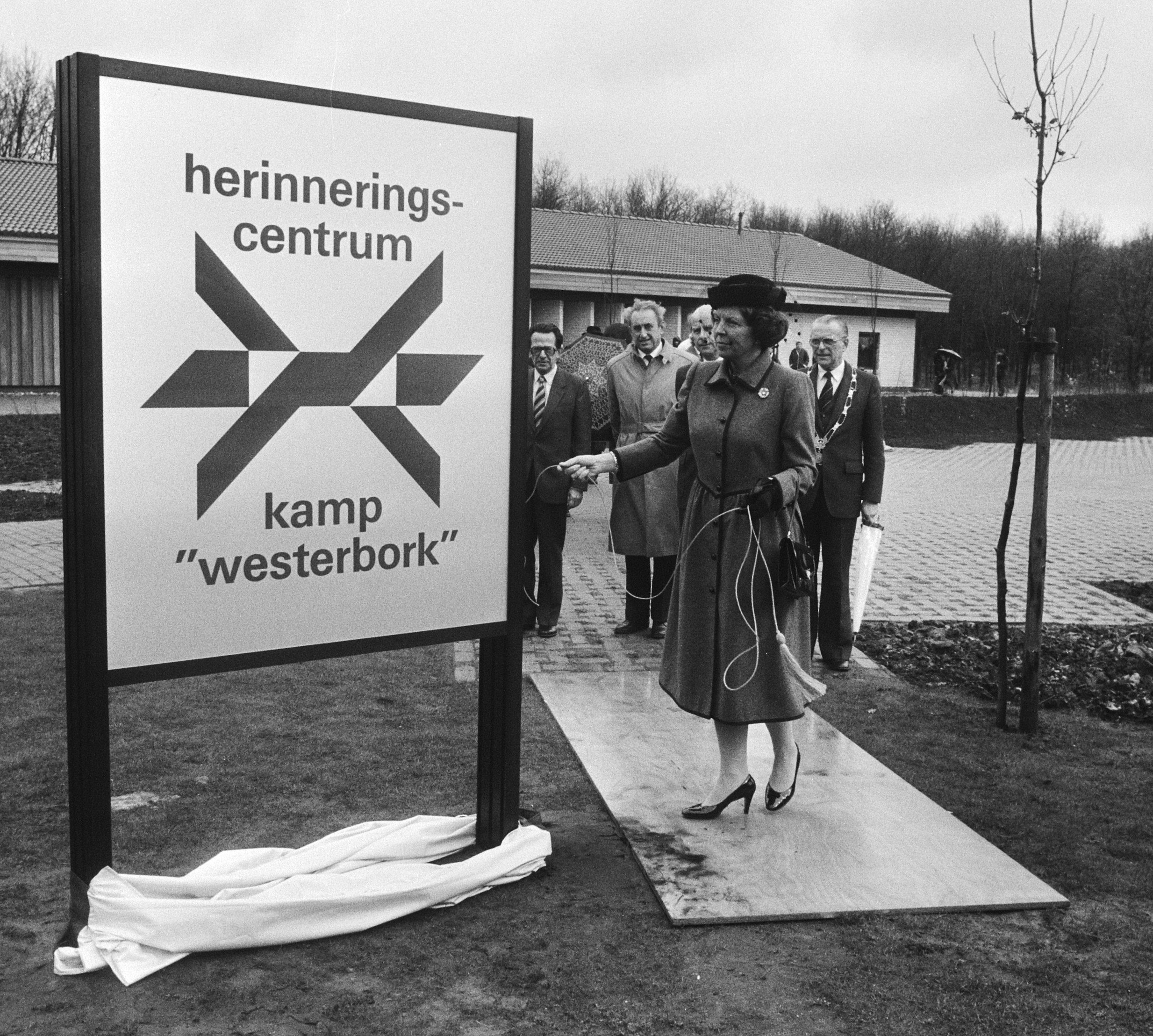
Opening van het Herinneringscentrum Kamp Westerbork

Samen met haar vader Werner Stertzenbach bezocht Pach in december 1970 Kamp Westerbork, wat op dat moment kort daarvoor verlaten was door de Molukse gemeenschap die daar was gehuisvest. Hij vertelde haar over zijn ervaringen in Westerbork en de brieven van Etty Hillesum.
Op 4 mei 1971 was Pach tijdens de Nationale Dodenherdenking aanwezig in Westerbork. Tijdens de twee minuten stilte gingen de afbraakactiviteiten van de overgebleven barakken door. Dit leidde ertoe dat de toen 25-jarige Pach stappen zette om de sloop van Kamp Westerbork tegen te houden. Ze schreef onder meer een brief aan de commissaris van de koningin van Drenthe, daarin stond: “Ik behoor tot de generatie die de oorlog niet heeft meegemaakt. De generatie waarvan gezegd wordt, dat zij geen behoefte meer heeft aan herdenkingen. Inderdaad, herdenkingen die niet méér zijn dan vijf minuten treuren zijn voor ons zinloos. Maar wanneer er plaatsen zijn waar herdenkingen meer kunnen betekenen, dan zullen wij daar zijn, wij en de generatie na ons. Dan vinden wij daar de rustpunten die een impuls kunnen geven aan ons handelen. Zo’n plaats moet Westerbork zijn.” De commissaris van de koningin vertelde haar echter dat het “een gelopen zaak” was.
De actie van Pach leidde tot de vorming van een actiegroep die in 1978 werd omgezet in de ‘Werkgroep Westerbork’. Deze had als doel om van het voormalige kamp een herinnerings- en herdenkingsplaats te maken. Commissaris van de Koningin Tineke Schilthuis werd voorzitster van de Vereniging Voormalig Kamp Westerbork die in 1982 werd opgericht. In 1983 werd Herinneringscentrum Kamp Westerbork geopend door koningin Beatrix. Begin jaren '90 werd het kampterrein verder heringericht. Het vernieuwde kampterrein werd op 16 juni 1992 onthuld door prinses Margriet. Tot in 1992 was Pach actief betrokken bij Herinneringscentrum Kamp Westerbork, ze stopte nadat ze van mening was voldoende bijgedragen te hebben.

## Etty Hillesum Centrum

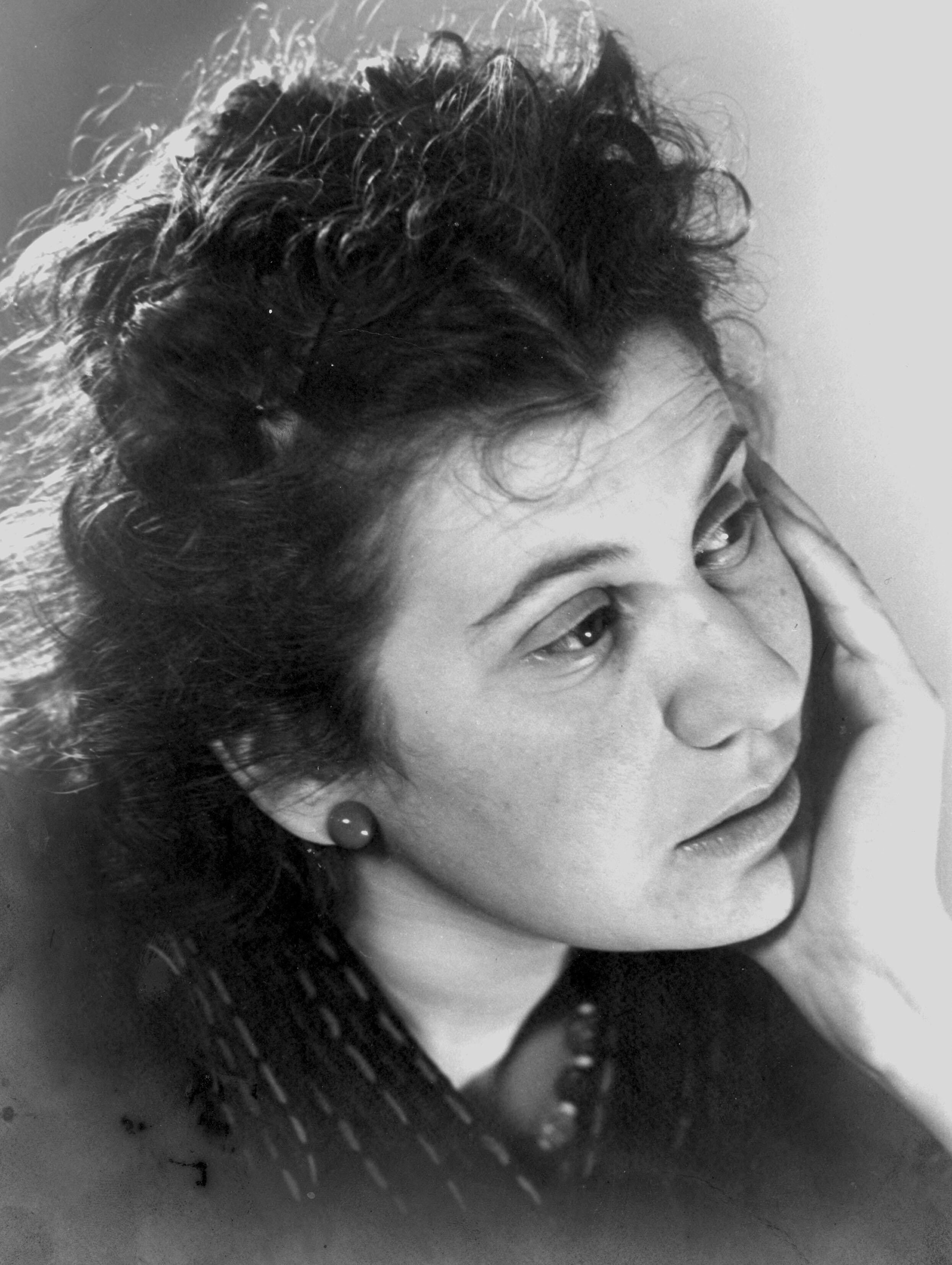
Portretfoto van Etty Hillesum

Pach's vader Werner Stertzenbach kende Etty Hillesum doordat zij samen in Kamp Westerbork hadden gezeten. In 1986 leerde Pach haar echtgenoot Frits Grimmelikhuizen kennen met wie ze in 1993, naar aanleiding van een herdenkingsweek van de 50ste sterfdag van Hillesum, plannen maakt om een herinneringscentrum op te zetten ter ere van Etty Hillesum.
Nadat een voormalige synagoge in Deventer leeg kwam te staan, schreven Pach en Grimmelikhuizen het College van Burgemeester en Wethouders aan met het voorstel om het gebouw weer een functie te geven die past bij de Joodse geschiedenis van het pand. De Stichting Etty Hillesum Centrum werd op 17 maart 1995 opgericht en ging op zoek naar donateurs en sponsors voor het herinneringscentrum. Het Etty Hillesum Centrum opende op 6 mei 1996.
Het EHC heeft als doel het in leven houden van de Joodse herinneringen in Deventer, het leven van Etty Hillesum belichten en het vestigen van aandacht op de thema's vreemdelingenhaat en racisme.